# Bentungeartade fiskar
Bentungeartade fiskar (Osteoglossiformes) är en ordning av sötvattenslevande fiskar som innefattar något över 200 arter i tropiska områden i Sydamerika, Afrika, Asien och Australien. Till ordningen hör bland annat elefantnosfiskar och arowanafiskar, flera så kallade knivfiskar och den afrikanska arten Pantodon buchholzi. 
Utseendemässigt uppvisar ordningen stor variation, men många arter har långsträckt kropp med ryggfenan och analfenan placerad långt bak. De flesta arter har också en raspliknande tunga, därav benämningen på ordningen.
Till levnadssättet är de flesta arter rovlevande, ofta på evertebrater. Några arter har ett annat födoval, exempelvis växtdelar. 
En del arter som lever i syrefattiga vatten andas inte bara med sina gälar, utan kan även gå upp till ytan för att hämta luft. Några arter, exempelvis elefantnosfiskarna, kan utsända svaga elektriska signaler. Denna egenskap används troligtvis för navigation i grumliga vatten och för kommunikation.

## Familjer
I ordningen listas följande familjer:
- Arapaimidae
- Gymnarchidae
- Hiodontidae
- Mormyridae
- Notopteridae
- Osteoglossidae
- Pantodontidae